# Come un gatto in Tangenziale
Come un gatto in tangenziale es una película italiana de 2017.

## Trama
Dos familias de orígenes sociales muy diferentes se unen a regañadientes por el amor entre sus hijos adolescentes. Tras una serie de vicisitudes rayanas en el absurdo, los adultos aprenden a entenderse.

## Reparto
- Paola Cortellesi: Monica
- Antonio Albanese: Giovanni
- Franca Leosini: Franca
- Claudio Amendola: Sergio
- Sonia Bergamasco: Luce

## Recepción
La película recaudó más de 10 millones de euros a 31 de julio de 2018, y ha sido apreciado positivamente por la crítica, tanto que se considera un verdadero culto de los años  dos mil diez. En 2021 se estrenó la secuela, "Como un gato en la carretera de circunvalación - Regreso a Coccia di Morto", actualmente en cines.